# Rohrberg (Weißenburg)
Der Rohrberg ist eine 603,4 m ü. NHN hohe Erhebung der Weißenburger Alb, einem Teil des Mittelgebirges Fränkische Alb. Mit Gipfellage im Gemeindegebiet von Höttingen liegt er bei Weißenburg in Bayern im mittelfränkischen Landkreis Weißenburg-Gunzenhausen (Bayern). Auf dem Berg steht der Bismarckturm von Weißenburg.

## Geographie

### Lage
Der Rohrberg erhebt sich im Naturpark Altmühltal. Sein Gipfel liegt 2 km südlich des Höttinger Kernorts und 3 km nordöstlich der Weißenburger Altstadt. Orte am Berg sind: Höttingen und sein Gemeindeteil Weiboldshausen im Norden, Weißenburg in Bayern im Südwesten mit den Gemeindeteilen oder Wohnplätzen Hagenbuch und Hohenmühle im Südwesten, Rohrwalk und Gänswirthshaus im Süden und Niederhofen im Ostsüdosten. Etwas entfernt liegen die Ettenstatter Gemeindeteile Rohrbach und Auhof im Nordosten.
Südlich vorbei am Rohrberg fließt der Bösbach (Klingenbach, Rohrbach); jenseits davon erheben sich der Wülzburger Berg und der Laubbichel. Der Bösbach mündet in den nördlich des Berges verlaufenden und durch den in Bergnähe entspringenden Frommbach gespeisten Felchbach, der seinerseits kurz darauf in die westlich des Berges fließende Schwäbische Rezat mündet.
Auf dem Rohrberg steht auf rund 530 m Höhe der 1911 vollendete Bismarckturm, der als Aussichtsturm genutzt wird. Westlich vorbei am Berg führt die Bundesstraße 2.

### Naturräumliche Zuordnung
Der Rohrberg gehört in der naturräumlichen Haupteinheitengruppe Fränkische Alb (Nr. 08), in der Haupteinheit Südliche Frankenalb (082) und in der Untereinheit Altmühlalb (082.2) zum Naturraum Weißenburger Alb (082.26). Die Landschaft fällt nach Norden, Westen und Süden in den Naturraum Vorland der Weißenburger Alb (110.32) ab, die in der Haupteinheitengruppe Fränkisches Keuper-Lias-Land (11) und in der Haupteinheit Vorland der Südlichen Frankenalb (110) zur Untereinheit Weißenburger Bucht (110.3) zählt.

## Schutzgebiete
Auf der Südostflanke des Rohrbergs und auf der Südwestflanke des östlich benachbarten Höhenbergs liegt das Naturschutzgebiet Quellhorizonte und Magerrasen am Albtrauf bei Niederhofen (CDDA-Nr. 165066; 1990 ausgewiesen; 44,59 ha groß). Auf dem Berg befinden sich Teile des Landschaftsschutzgebiets Schutzzone im Naturpark Altmühltal (CDDA-Nr. 396115; 1995; 1632,9606 km²) und solche des Fauna-Flora-Habitat-Gebiets Trauf der südlichen Frankenalb (FFH-Nr. 6833-371; 43,2442 km²).